# Риджфілд (переписна місцевість, Коннектикут)
Риджфілд (англ. Ridgefield) — переписна місцевість (CDP) в США, в окрузі Ферфілд штату Коннектикут. Населення — 7596 осіб (2020).

## Географія
Риджфілд розташований за координатами 41°16′11″ пн. ш. 73°29′34″ зх. д. / 41.26972° пн. ш. 73.49278° зх. д. (41.269727, -73.492668).  За даними Бюро перепису населення США в 2010 році переписна місцевість мала площу 16,59 км², з яких 16,57 км² — суходіл та 0,02 км² — водойми.

## Демографія
Згідно з переписом 2010 року, у переписній місцевості мешкало 7645 осіб у 3046 домогосподарствах у складі 2018 родин. Густота населення становила 461 особа/км².  Було 3321 помешкання (200/км²).
Расовий склад населення:
| - 93,6 % — білих - 3,0 % — азіатів - 1,0 % — чорних або афроамериканців - 0,1 % — корінних американців |

До двох чи більше рас належало 1,5 %. Частка іспаномовних становила 4,2 % від усіх жителів.
За віковим діапазоном населення розподілялося таким чином: 27,8 % — особи молодші 18 років, 56,8 % — особи у віці 18—64 років, 15,4 % — особи у віці 65 років та старші. Медіана віку мешканця становила 43,5 року. На 100 осіб жіночої статі у переписній місцевості припадало 90,1 чоловіків;  на 100 жінок у віці від 18 років та старших — 85,0 чоловіків також старших 18 років.
Середній дохід на одне домашнє господарство  становив 177 150 доларів США (медіана — 112 875), а середній дохід на одну сім'ю — 225 651 долар (медіана — 160 299). Медіана доходів становила 136 806 доларів для чоловіків та 75 394 долари для жінок. За межею бідності перебувало 3,0 % осіб, у тому числі 2,1 % дітей у віці до 18 років та 3,3 % осіб у віці 65 років та старших.
Цивільне працевлаштоване населення становило 3461 особа. Основні галузі зайнятості: науковці, спеціалісти, менеджери — 21,9 %, освіта, охорона здоров'я та соціальна допомога — 20,9 %, фінанси, страхування та нерухомість — 17,6 %.